# Caso Peggy Knobloch
Em 7 de maio de 2001, desapareceu Peggy Knobloch (6 de abril de 1992, em Bayreuth), então com nove anos,  a partir da parte superior da francônia Lichtenberg. Seus Restos mortais foram encontrados quinze anos mais tarde, no dia 2 de julho de 2016, em uma floresta na Turíngia, após ser descoberto a cerca de doze milhas a partir da estação Lichtenberg.
O deficiente mental Ulvi Kulaç (13 de dezembro de 1977, em Naila) foi preso depois do Desaparecimento  dee Peggy e acusado de assassinato. O sensacional e controverso procedimento findo em 30 de abril de 2004, no país pátio com um veredicto de culpado e uma sentença de prisão perpétua. Coisa extraordinária, que a condenação, exclusivamente, na base de uma confissão de Kulaç foi, entretanto, revogado. Um corpo ou de outras Provas para o assassinato não havia. Em 9 de dezembro de 2013 ordenada pelo tribunal do Condado de Bayreuth , a retomada do processo ; Em 14 de maio de 2014, Kulaç  foi absolvido.

## A seqüência de eventos e investigações
Em 7 de maio de 2001, desapareceu, de nove anos, Peggy Knobloch de Lichtenberg, em caminho da escola para casa. Foi nesse dia, contra 13 horas visto pela última vez. As investigações até a República Tcheca e Turquia, a terra natal de seu padrasto, diodo emissor de luz, e trouxe, apesar de uma recompensa de 55.000 DM não tem conhecimento de um facto. Na busca pelo terceiro ano, trabalhou com a Comissão especial de Peggy 4800 faixas. Apesar de uma intensa busca, mas a menina longe de ser encontrado. Ulvi Kulaç, o conselho de Peggy mãe ouviu, também foi o primeiro a ter um Álibi para mostrar que sua mãe dá.
Em fevereiro de 2002, o sete-membro da equipa de investigação foi criado, todas as faixas re-examinados. Em Março de 2002, foi a roupa Kulaçs sem encontrar examinado. Em outubro de 2002, ele foi preso e novamente interrogado. No processo, confessou Kulaç, a menina de 3 de maio de 2001, em seu apartamento abusado. 7. Pode tê-lo no caminho de casa, os tapetes e quero pedir desculpas. Peggy, no entanto, fugiu e o ameaçou para contar. No Castelo de Lichtenberg, o lugar que ele tinha obtido. Depois lançou para baixo, tem, teve a gritar ao pé de uma escadaria são preservados. Ele tinha sua boca e nariz, até que ela sufocada.
Em chamadas de telefone com seu pai (que foram interceptadas) carregou Ulvi Kulaç a eliminar esta com a declaração de que ele tinha ajudado, o corpo. Portanto, o pai foi preso temporariamente.
Mais tarde, Kulaç retrataram o assassinato confissão, confissões em relação aos casos de abuso, afirmou. Advogado e os pais estavam convencidos de que a confissão através de seu esgotamento após longas horas de interrogatórios, bem como formular perguntas (ver Reid método) e falsas promessas por parte da polícia para explicar. A confissão foi feita na ausência de um advogado de defesa; além disso, não há nenhum som, que era baseado no Protocolo de memória do pesquisador. Na opinião do tribunal, foi, no entanto, assumiu que Kulaç não, a situação teria sido uma história para construir, de modo que você possa aceitar que ele experimentou descrito.

## Encontrar o cadáver
Mais de 15 anos após o Desaparecimento de Peggy Knobloch é um cogumelo encontrado no almoço do 2. De julho de 2016 em uma floresta no Rodach Brunn , na Turíngia, a cerca de doze quilômetros de distância da linha de ar da sua cidade natal, de Lichtenberg removido, partes do esqueleto (localização aproximada: Predefinição:CoordinateMAIN50.39832811.509439). de Acordo com um comunicado de imprensa da polícia a partir de 5. De julho de 2016, é quando o encontraram os ossos os Restos mortais de Peggy Knobloch.

## Processo contra Kulaç
Ulvi Kulaç nasceu como o filho de um turco pai e mãe alemã. Aos três anos de idade ele tinha uma inflamação cerebral na pele, dano sofrido mentalmente grave. O seu desenvolvimento é que de menino de 8 a 10 anos. Os pais inauguraram um restaurante em Lichtenberg, Berlim. Kulaç trabalhou lá ocasionalmente, como ajudante de garçom.
No verão de 2000, ele devia ter uns sete anos, o menino foi sexualmente abusado. A mãe Elsa Kulaç descobriu sobre ele e mostrou-lhe. Descobriu-se que ele, outros meninos atraídos com os biscoitos para brincar de médico. Em setembro de 2001, ele foi em Bayreuth em um hospital psiquiátrico.

### Processo e condenação
Em 30 de setembro de 2003, foi perante o tribunal do distrito de Hof, para a exclusão do Público em Geral no processo aberto. Devido a um erro no júri de ocupação foi cancelado e o 7. De outubro de retomada. No 30. De abril de 2004, foi Kulaç condenado à prisão perpétua. a prova principal foi a confissão do acusado, que o tribunal de justiça, para ser legítimo e credível. A opinião de um especialista do psiquiatra Hans Ludwig Kröber foi o resultado de que Kulaçs contas com uma alta probabilidade em experiências da vida real. Só por causa de seu reduzido de inteligência (Kulaç foi um QI de 68 é determinada ter sido se ele não tivesse em tão coerente e detalhado das circunstâncias do delito, a pensar e a lembrar. Também não foi um motivo para que uma reconhecível falsa auto-incriminação, além disso, não havia nenhuma evidência para sugerir que Kulaç o conteúdo da confissão sugere. O réu foi em relação ao homicídio de dívida capaz de ser explicado. com a impunidade, no entanto, manteve-se o abuso sexual de crianças, como Kulaç neste contexto, a insanidade certificada.
A defesa apelou, alegando que um crime perfeito, não poderiam ter sido cometidos por seu cliente. Além disso, testemunhas dado que Peggy ainda está em torno de 19:00 PM, enquanto que, de acordo com o Ministério público, o crime, cerca de 13:30 PM foi cometido. 25. Em janeiro de 2005, indeferiu o tribunal Federal de justiça da Revisão, que a sentença final. Kulaç permaneceu no hospital distrital de Bayreuth em um sistema fechado Departamento está inserido.
Kulaçs pais, Peggy Knoblochs pai biológico, bem como avós, e de parte da população de Lichtenberg acreditava em sua inocência, e fundou uma iniciativa de cidadania.

### Novo julgamento e libertação
Desde que a deficiência mental é aplicável Kulaç no tempo do processo, sem supervisor tinha sido concedido, foi uma reclamação constitucional ajuizada. Um supervisor para Kulaç foi nomeado pelo tribunal. Após Investigação, o seu supervisor permaneceu Kulaç uma janela de tempo de apenas 20 minutos – muito pouco, para o facto de a consolidação e o caminho a percorrer. O que é crucial é a duração de uma viagem de ônibus, uma testemunha, Peggy do Ônibus tinha visto.
Em julho de 2012, a principal testemunha, o Passageiro no hospital do distrito, que havia trabalhado com a polícia para chamar de seu testemunho contra Kulaç juramento. Ele justificou a sua cooperação com a autoridade de investigação, com uma promessa de Sentença. O Ministério público, posteriormente, anunciou que, caso a seleção.
Kulaçs advogado Michael Euler introduzido em abril de 2013, um pedido para que a retomada do processo. o ex-chefe do Ministério público do quintal, Heinz-Bernd Wabnitz, disse que a retomada de um processo penal ", em princípio, impossível". Perguntado sobre as contradições em que o ex-procedimento, ele disse que isso era "a partir de um ponto de vista jurídico, de pouca relevância".
20. De novembro de 2013 recomendável que o Ministério público do festival de Bayreuth, a retomada do processo, e se refere a um ponto da aplicação. Em 9 de. De dezembro de 2013 ordenada pelo tribunal do Condado de Bayreuth a retomada do procedimento. O tribunal justificou a sua decisão, entre outras coisas, com a declaração falsa, por um já falecido testemunhas, bem como a existência de uma sequência de eventos hipótese, o tribunal distrital tribunal da sentença, que não foi conhecido.
O novo julgamento começou em 10. Em abril de 2014. 14. De maio de 2014, a derrubada do tribunal do Condado de Bayreuth a condenação anterior Kulaçs. Além disso, se um novo exame psiquiátrico para esclarecer se ele foi do hospital psiquiátrico. Em 9 de. De janeiro de 2015 ordenada pelo tribunal da continuação do alojamento. Em Março de 2015, revista do tribunal regional superior de Bamberg esta decisão. Estava planeado que Kulaç em agosto, em um lar residencial para pessoas com deficiência. No dia 31 de julho de 2015 Ulvi Kulaç ficou livre.

## Outras Investigações
Em 2007, a casa dos que vivem nas proximidades condenados por crimes sexuais infractor, Robert E. foi estudado. Ele foi uma das crianças t-shirt encontrado traços de DNA de Peggy poderia ser de fato, mas não provam. Para a época do crime, tinha-se o homem com um Álibi que pode mostrar. Novas investigações pelo Ministério público de led a partir de 22. De abril de 2013, mais busca em sua casa, e as escavações no local ter sido feita, já que ele é um "corpo de localização". Robert E. foi novamente entrevistado. as escavações foram – como nos anteriores trabalhos de estrada nesta Área – o osso peças foram encontrados. Em maio de 2013, tiveram o Procurador sabe-se que o osso não é de Peggy.
Desde o início de setembro de 2013, houve novas investigações contra um homem de Halle, porque de abuso sexual aos seis anos de prisão. O homem foi visitar mais vezes na casa da família da vítima de assassinato e foi em lidar com Peggy desagradável notado. Através da pesquisa dos dois jornalistas Ina Jung e Christoph Lemmer pesquisadores estavam de volta o homem encontrou no momento, apesar de ouvido, mas não determinado.
13. Em dezembro de 2013, tornou-se conhecido que o Ministério público contra outro homem, o irmão adotivo do suspeito a partir do hall, determinada. Os investigadores examinaram se a eliminação do corpo tem ajudado. Apesar de, inicialmente, para o período em questão, um Álibi para mostrar, no entanto, mais tarde foi provado ser errado. Em 8. De janeiro de 2014 foi no cemitério de Lichtenberg (district court), uma sepultura aberta. A polícia e o Ministério público do festival de Bayreuth tinha considerado, que o corpo de Peggy, na tumba de um de 81 Anos, dois dias depois de Peggy Desaparecimento enterrado e o túmulo, já escavadas, ter sido escondida. Continha os ossos do enterrado Pensionista, sem filhos partes do corpo.
Em abril de 2015, a procura por um mergulhador na barragem Pirk no reservatório após a Peggy satchel, pouco depois de seu Desaparecimento tem sido visto ser. A pesquisa, no entanto, não há novas pistas.
Em uma edição especial da ZDFtransmissão de aktenzeichen XY ... ungelöst com o título Onde está o meu filho? 3. Junho de 2015, o caso em 15 minutos de Filme trata.

## Recepção
O caso inspirou o romance Totsein Verjährt Nicht, por Friedrich Ani e a drama de crime em TV, Das unsichtbare Mädchen por Dominik Graf, em Março de 2012, pela primeira vez na Arte.

## Literatura
- Ina Jung, Christoph Lemmer: Der Fall Peggy. Die Geschichte eines Skandals. Droemer, München 2013, ISBN 978-3-426-27611-2.